# Euthalia inspersa
Euthalia inspersa är en fjärilsart som beskrevs av Hans Fruhstorfer. Euthalia inspersa ingår i släktet Euthalia och familjen praktfjärilar. Inga underarter finns listade i Catalogue of Life.